# My Cassette Player
My Cassette Player is het debuutalbum van de Duitse zangeres Lena Meyer-Landrut. Het werd gelanceerd onder haar professionele naam Lena op 7 mei 2010, en startte als nummer één in de Duitse toplijst voor albums. Het album won vijf keer goud in Duitsland en verkocht meer dan 500.000 exemplaren. 

## Productie
My Cassette Player bevat onder andere Meyer-Landruts nummer Satellite, dat Duitsland de overwinning schonk tijdens het Eurovisiesongfestival 2010, maar ook Love Me en Bee, die eerder op 13 maart 2010 werden vrijgegeven.
De coverafbeelding is van de hand van Sophie Krische. De cassetterecorder op de cover is een SKR-700, geproduceerd in de voormalige DDR. Het artwork werd gedaan door Ronald Reinsberg.

## Lijst
- Satellite, geschreven door Julie Frost & John Gordon
- My Cassette Player, geschreven door Stefan Raab & Lena-Meyer Landrut
- Not Following, geschreven door Ellie Goulding & Johnny Lattimer
- I Like to Bang My Head, geschreven door Raab & Meyer-Landrut
- My Same, geschreven door Adele
- Caterpillar in the Rain, geschreven door Raab & Meyer-Landrut
- Love Me, geschreven door Raab & Meyer-Landrut
- Touch a New Day, geschreven door Raab
- Bee, geschreven door Rosi Golan, Per Kristian Ottestad & Mayaeni Strauss
- You Can't Stop Me, geschreven door Raab
- Mr. Curiosity, geschreven door Lester Mendez, Dennis James Morris & Jason Mraz
- I Just Want Your Kiss, geschreven door Daniel Schaub, Pär Lammers & Raab
- Wonderful Dreaming, geschreven door Raab & Meyer-Landrut

### Bonusnummers
- We Can't Go On, geschreven door Lammers & Schaub
- New Shoes, geschreven door Matty Benbrook, Jim Duguid & Paolo Nutini